# ナカちゃん

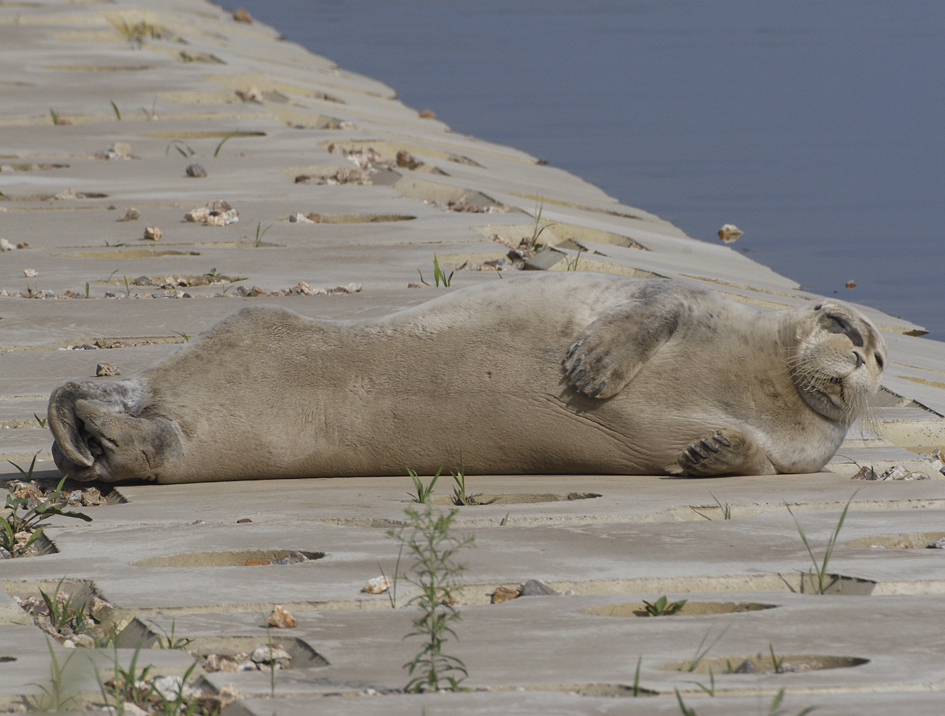
ナカちゃん （2006年6月24日撮影）

ナカちゃん（不詳 - 2006年8月27日）は、2005年11月2日に徳島県那賀郡那賀川町（現・阿南市）の那賀川の中州に現れたメスのアゴヒゲアザラシである。特別住民票上の氏名は「那賀川 ナカちゃん」。

## 概説
2005年11月2日には那賀川町の町民に登録された。
2005年11月14日～11月18日の間、期間限定で那賀川町役場住民課の窓口において、「ナカちゃん」の特別住民票が約36,000枚発行された。
のちにこの特別住民票は徳島市内でも一時的に発行可能になっていたようである。
2006年3月20日には市町合併により阿南市の名誉市民に登録された。
2006年4月20日、護岸ブロックの上で寝返った拍子にコンクリートブロックの隙間に挟まって身動きが取れなくなったため、通報を受けた阿南市消防本部の救助隊員がナカちゃんを毛布に包んで救出した。翌日、国土交通省那賀川河川事務所はナカちゃんが挟まったコンクリートブロックの隙間などに石を敷き詰める作業を行った。
2006年8月27日に那賀川右岸の中洲で頭部から血を流して倒れているのを発見され死亡が確認された。死体の腐敗が激しいため死因は不明だが、栄養状態の良さや数日前まで元気に泳いでいる所が目撃されていることから暑さや疲労によるショック死の可能性が高いと考えられた。その後、地元有志によるお別れ会、阿南市によるメモリアルイベント、パネル展、絵画展、写真展などの関連イベントが次々行われた。ナカちゃんの遺体は、とくしま動物園で冷凍保存された後、2007年6月以降は徳島県立博物館で骨格標本となっている。2007年5月には那賀川の河川敷に御影石でできた重さ約2トンの石像が設置されたが、2011年の台風6号による増水で横転し、壊れた。

## ナカちゃんを題材にした歌
- コニーズのナカちゃん音頭（歌：coco's（コニーズ）〔徳島のローカルアイドル〕）。
- ナカちゃん 君は（作詞・作曲：阿南市立平島小学校の2006年度4年生）